# Lumík sibiřský
Lumík sibiřský (Lemmus sibiricus) je hlodavec, který žije v obrovských koloniích, je velmi plachý. Má malý tupý čenich, hustou srst a krátký ocásek. Přes střed hřbetu se mu táhne černý pruh; někteří jedinci z určitých částí Severní Ameriky tento pruh postrádají.

## Rozšíření
Žije od severovýchodní Evropy až po severní Asii,a také od Aljašky až po severozápadní Kanadu.

## Migrace
Lumíci se periodicky přemnožují a v obrovských skupinách podnikají sezonní migraci na malé vzdálenosti mezi otevřenými travnatými krajinami s keři do nížin s vyššími porosty, kam se stěhují na zimu. Jeho migrace jsou mnohem méně dramatické než migrace lumíka norského (Lemmus lemmus), jehož populace jsou někdy hnány instinktem tak, že se pokoušejí přeplavávat řeky a slézat skalní útesy.

## Velikost
Je velký 12–15 cm a ocas je 1–1,5 cm dlouhý. Váží 45–150 g.

## Potrava
Živí se mechy, trávou ostřicí, různými bylinkami, měkkými větvemi, někdy může sníst i ptačí vejce.

## Hnízdo a rozmnožování
Samice budují hnízdo z trávy a vlastní srsti. Březost trvá 18 dní a může se jí narodit až 12 mláďat. V budování nor je velice čilý a velmi aktivní. Na podzim se stěhuje do nižších oblastí tundry.

## Nepřátelé
Lumíci mají mnoho nepřátel a slouží jako žádaná potrava jak pro sovice sněžní, tak pro lasice a další druhy.

## Příbuzné druhy
- Lumík amurský (Lemmus amurensis)
- Lumík norský (Lemmus lemmus)